# Convention unanime des actionnaires
En droit canadien et québécois, une convention unanime des actionnaires peut être définie comme un « contrat qui doit être constaté par écrit, par lequel les actionnaires retirent, restreignent ou délimitent les pouvoirs du conseil d’administration ».
Les règles en matière de convention unanime des actionnaires sont prévues dans la Loi canadienne sur les sociétés par actions (LCSA) et la Loi québécoise sur les sociétés par actions (LSAQ). 